# Google Currents
Google Currents — це програмне забезпечення, розроблене Google для внутрішнього корпоративного спілкування.   Це один із багатьох продуктів, які входять до лінійки продуктів Google Workspace. 
Google Currents відрізнявся від також неіснуючої однойменної програми Google, яка надавала користувачам доступ до електронної бібліотеки журналів з 2011 по 2013 рік  У березні 2023 року її замінила функція Spaces у Google Chat. 5 липня 2023 року Google оголосив про припинення діяльності для бізнесу та освіти 

## Історія та розвиток
Спочатку під назвою Google+ для G Suite Currents до свого закриття у 2023 році був єдиним залишком недіючої соціальної мережі Google Google+, яку компанія повністю закрила для особистого використання та використання брендом 2 квітня 2019 року.  
У червні 2020 року Google Currents був у публічній бета-версії для клієнтів Google Workspace. Також можна запросити безкоштовну пробну версію.   
10 лютого 2022 року Google оголосив, що наступного року планує «згорнути» Google Currents і перевести своїх користувачів на функцію Spaces у Google Chat. 